# Shirley Jackson
Shirley Jackson (n. 14 decembrie 1916, San Francisco – d. 8 august 1965) a fost o autoare americană. O scriitoare populară în perioada sa, lucrările sale au beneficiat de o atenție sporită a criticii literare din ultimii ani. A influențat scriitori ca Neil Gaiman, Stephen King, Nigel Kneale și Richard Matheson.

## Opere (selecție)

### Romane publicate
- The Road Through the Wall (1948)
- Hangsaman (1951)
- The Bird's Nest (1954)
- The Sundial (1958)
- The Haunting of Hill House (1959)
- We Have Always Lived in the Castle (1962)

### Memorii
- Life Among the Savages (1953)
- Raising Demons (1957)

### Colecții de povestiri
- The Lottery and Other Stories (Farrar, Straus, 1949)
- The Magic of Shirley Jackson (Farrar, Straus, 1966)
- Come Along with Me (Viking, 1968)
- Just an Ordinary Day (Bantam, 1995)